# Te fallé
"Te fallé" es una canción del cantautor mexicano Christian Nodal. Fue escrita por él mismo y producida por Jaime González, fue lanzada el 30 de junio de 2017 como el último sencillo del álbum de estudio debut de Nodal, Me dejé llevar (2017).
La canción fue un éxito comercial en México y los Estados Unidos, alcanzando el puesto número 2 en la lista Monitor Latino Top 20 General Mexican Songs y el número 24 en la lista Hot Latin Songs Billboard's Regional Mexican Airplay chart en los Estados Unidos.

## Vídeo musical
El videoclip de la canción fue dirigido por Fernando Lugo. Tiene más de 253 millones de visitas a julio de 2024.

## Posicionamiento en listas

### Listas semanales
| Lista                                     | Mejor posición |
| ----------------------------------------- | -------------- |
| Mexico Top 20 General (Monitor Latino)    | 1              |
| Mexico Top 20 Popular (Monitor Latino)    | 1              |
| Estados Unidos (Hot Latin Songs)          | 24             |
| Estados Unidos (Regional Mexican Airplay) | 1              |

### Listas de fin de año
| Lista (2018)                   | Posición |
| ------------------------------ | -------- |
| México (Monitor Latino)        | 16       |
| US Hot Latin Songs (Billboard) | 74       |

## Historial de lanzamiento
| Región | Fecha               | Formato          | Discográfica                                         |
| ------ | ------------------- | ---------------- | ---------------------------------------------------- |
| Mundo  | 30 de junio de 2017 | Descarga digital | Universal Music Latin Entertainment Fonovisa Records |